# Ruth Im Obersteg Geiser

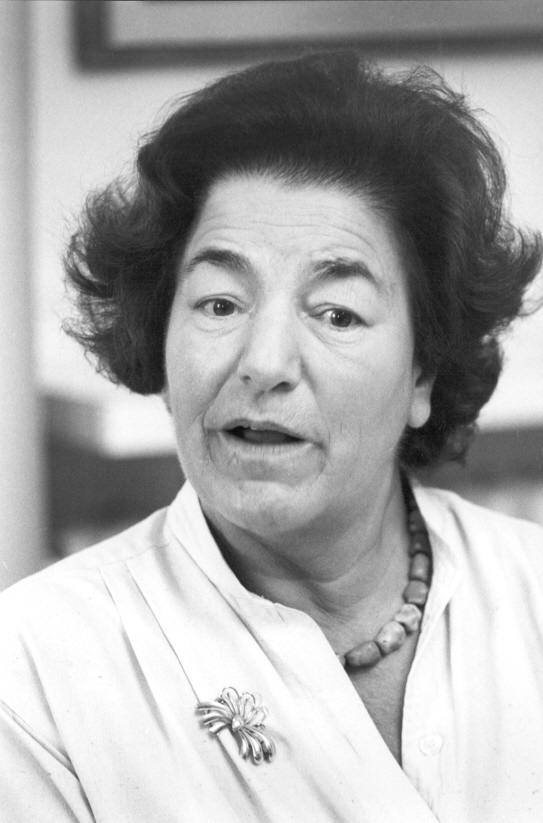
Ruth Geiser-Im Obersteg (1983)

Ruth Im Obersteg Geiser, politisch aktiv als Ruth Geiser-Im Obersteg (* 22. April 1921 in Zweisimmen; † 27. Dezember 2014) war eine Schweizer Politikerin (BGB, SVP, BDP) aus dem Kanton Bern.

## Leben
Ruth Im Obersteg wuchs in Bern auf, wo sie ein Volkswirtschaftsstudium mit dem Lizentiat abschloss und als Handelslehrerin diplomierte. Ihre Lehrtätigkeit legte sie nach der Heirat nieder und zog ihre vier Kinder gross.
Ihre politische Karriere startete sie nach der Familienzeit. Sie engagierte sich als Präsidentin des bernischen Frauenstimmrechtsvereins für das Frauenstimmrecht. Nach der Einführung des Frauenstimmrechts auf kommunaler Ebene 1968 und auf kantonaler und nationaler Ebene 1971 war sie von 1974 bis 1978 eine der ersten zehn Frauen im Grossen Rat des Kantons Bern und von 1971 bis 1984 als Gemeinderätin die erste Frau in der Stadtregierung von Bern. Sie war schweizweit die erste städtische Baudirektorin.
Sie war zunächst Mitglied der Bauern-, Gewerbe- und Bürgerpartei (BGB), aus der später die Schweizerische Volkspartei (SVP) entstand. 1976 wurde sie von der SVP nicht wieder nominiert und dennoch (als Parteilose) wiedergewählt. Nach ihrem Rücktritt engagierte sie sich in verschiedenen Stiftungen und als Präsidentin der Berner Künstlerinnen. Im Alter trat sie der Bürgerlich-Demokratischen Partei (BDP) bei. 
Nach der Änderung des Eherechts von 1988 ändert sie ihren Namen von Ruth Geiser-Im Obersteg zu Ruth Im Obersteg Geiser.
Sie ist die ältere Schwester von Agnes Sauser-Im Obersteg.